# Блекер, Питер
Питер Блекер (нидерл. Pieter Bleeker; 10 июля 1819, Зандам — 24 января 1878, Гаага) — голландский медик и ихтиолог. Знаменит своим трудом о рыбах Индонезии — Atlas Ichthyologique des Orientales Neerlandaises — вышедшим в 1862—1877 годах.

## Биография
Блекер был офицером медицинской службы в Голландской Ост-Индской армии с 1842 по 1860 год и находился в Индонезии. В эти годы, кроме своих служебных обязанностей, он также занимался ихтиологией, и провёл свои исследования, ставшие впоследствии знаменитыми. Большую часть образцов рыб он покупал у местных рыбаков, но он также сумел организовать сеть знакомых, которые доставляли ему образцы редких рыб с государственных учреждений, расположенных по всему Зондскому архипелагу. В общей сложности он собрал около 12 тысяч образцов. Многие из них сейчас находятся в коллекции музея естественной истории в Лейдене.
После возвращения в Нидерланды в 1860 году он начал публикацию своего главного труда, Altlas Ichthyologique, результата его индонезийских исследований с более чем 1500 иллюстрациями. Атлас вышел в 36 томах между 1862 и 1878 годами, и впоследствии был переиздан между 1977 и 1983 годами в 10 томах.
В общей сложности Блекер опубликовал более 500 статей по ихтиологии, описал 511 новых родов и 1925 новых видов.